# Paralympische Winterspelen 1994
De VIe Paralympische Winterspelen werden in 1994 gehouden in Lillehammer, Noorwegen.

## Sporten
Tijden deze spelen stonden er vijf sporten op het programma. Waarvan Sledgehockey voor het eerst op het programma stond.
Tussen haakjes staat het aantal onderdelen per sport, de sporten tijdens deze spelen waren:
Alpineskiën (75)
Biatlon (10)
Langlaufen (48)
Priksleeën (8)
Sledgehockey (1)

## Medaillespiegel
Het IPC stelt officieel geen medaillespiegel op, maar geeft desondanks een medailletabel ter informatie. In de spiegel wordt eerst gekeken naar het aantal gouden medailles, vervolgens de zilveren medailles en tot slot de bronzen medailles.
De onderstaande tabel geeft de top-10 en de posities van België en Nederland. In de tabel heeft het gastland een blauwe achtergrond.
| Plaats | Land             | NPC | Goud | Zilver | Brons | Totaal |
| 1      | Noorwegen        | NOR | 29   | 22     | 13    | 64     |
| 2      | Duitsland        | GER | 25   | 21     | 18    | 64     |
| 3      | Verenigde Staten | USA | 24   | 12     | 7     | 43     |
| 4      | Frankrijk        | FRA | 14   | 6      | 11    | 31     |
| 5      | Rusland          | RUS | 10   | 12     | 8     | 30     |
| 6      | Oostenrijk       | AUT | 7    | 16     | 12    | 35     |
| 7      | Finland          | FIN | 7    | 6      | 11    | 24     |
| 8      | Zweden           | SWE | 3    | 3      | 2     | 8      |
| 9      | Australië        | AUS | 3    | 2      | 4     | 9      |
| 10     | Nieuw-Zeeland    | NZL | 3    | 0      | 3     | 6      |
|        |                  |     |      |        |       |        |
| 15     | Nederland        | NED | 1    | 0      | 3     | 4      |
|        |                  |     |      |        |       |        |
| 22     | België           | BEL | 0    | 0      | 1     | 1      |

## Medailles behaald door Belgische atleten
| # | Naam          | Medaille | Sport       | Onderdeel        |
| - | ------------- | -------- | ----------- | ---------------- |
| 1 | Willy Mercier | Brons    | Alpineskiën | Men's Super-G B1 |

## Medailles behaald door Nederlandse atleten
| # | Naam                 | Medaille | Sport      | Onderdeel                                 |
| - | -------------------- | -------- | ---------- | ----------------------------------------- |
| 1 | Marjorie van de Bunt | Goud     | Biatlon    | Women's 7.5 km Free Technique LW2-9       |
| 2 | Marjorie van de Bunt | Brons    | Langlaufen | Women's 10 km Classical Technique LW6/8/9 |
| 3 | Marjorie van de Bunt | Brons    | Langlaufen | Women's 5 km Classical Technique LW6/8/9  |
| 4 | Marjorie van de Bunt | Brons    | Langlaufen | Women's 5 km Free Technique LW6/8/9       |

## Deelnemende landen
De volgende 31 Nationaal Paralympisch Comités werden tijdens de Spelen door een of meerdere sporters vertegenwoordigd: